# La luz que no puedes ver

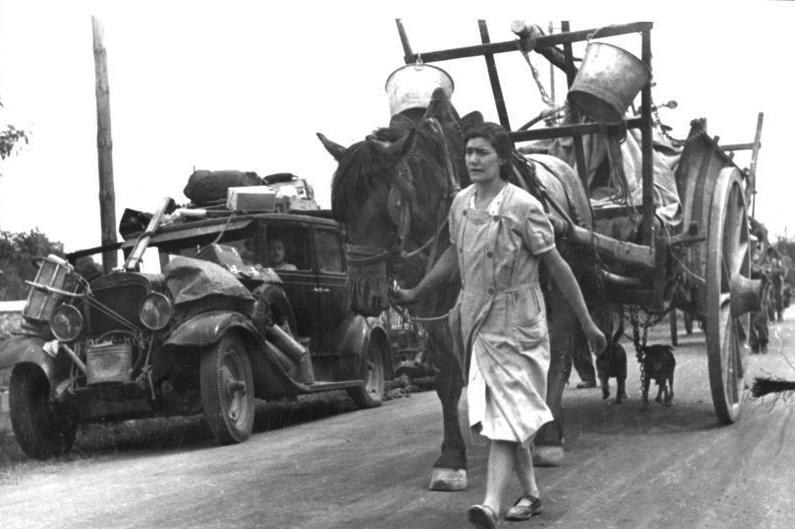
Imagen de la huida de la población francesa tras la invasión alemana en 1940.

La luz que no puedes ver (cuyo título original en inglés es All the Light We Cannot See) es una novela del autor norteamericano Anthony Doerr, que fue publicada por la editorial Charles Scribner's Sons el 6 de mayo de 2014. Obtuvo el premio Pulitzer para obras de ficción de 2015 y la medalla Andrew Carnegie en la modalidad de ficción.
El jurado del premio Pulitzer alabó este libro calificándolo como “una novela imaginativa e intrincada sobre los horrores de la Segunda Guerra Mundial, escrita en capítulos breves y elegantes que exploran la naturaleza humana y el poder contradictorio de la tecnología”.

## Argumento
La novela cuenta de forma paralela, la historia durante la Segunda Guerra Mundial, de una niña ciega que vive en París y de un niño alemán.
Marie-Laure es una joven ciega que vive con su padre en París, donde él trabaja como responsable de las mil cerraduras del Museo de Historia Natural. Cuando los nazis ocupan la capital, padre e hija deben huir a la ciudad amurallada de Saint-Malo, llevándose con ellos la que podría ser la más preciada y peligrosa joya del museo.
Werner es un muchacho huérfano criado en un pueblo minero de Alemania y fascinado por la fabricación y reparación de aparatos de radio, un talento que no ha pasado desapercibido a las Juventudes Hitlerianas.
Siguiendo al ejército alemán, Werner deberá atravesar el corazón en llamas de Europa. Hasta que, en la última noche antes de la liberación de Saint-Malo, los caminos de Werner y Marie-Laure por fin se crucen.

## Lanzamiento
En diciembre de 2015, el libro llevaba 82 semanas en la The New York Times Best Seller list (lista de obras más vendidas del New York Times).  Este periódico también lo designó como uno de los 10 mejores libros del año.